# Antígona González
Antígona González es un libro de la escritora mexicana Sara Uribe, publicado en 2012.  El libro se centra en la historia de ficción de la búsqueda de Antígona González por su hermano desaparecido, Tadeo, en Tamaulipas, México, el estado con el mayor número de personas desaparecidas reportadas en la nación. Encargada por Sandra Muñoz para crear una obra que se pronunciara contra la violencia y la muerte causadas por la guerra contra las drogas en México, la autora Sara Uribe recopila artículos de prensa, relatos de primera mano, líneas de poesía y el antiguo mito griego de Antígona para representar las búsquedas que muchos familiares sufren por familiares desaparecidos.

## Sinopsis
Antígona González, una joven residente en Tamaulipas, México, descubre que su hermano Tadeo ha desaparecido, probablemente víctima de la guerra contra las drogas que se libra en el país. Se refiere a sí misma y a los demás en su situación como las “Antígonas” de México. Como Antígona de la obra griega, todos están en una búsqueda desesperada por recuperar a sus seres queridos perdidos.
Tras la abrupta desaparición de Tadeo, una angustiada Antígona acude a su familia para que la ayuden en la búsqueda de su hermano. En cambio, su familia le dice que no acuda a las autoridades ni intente enterarse de ninguna información sobre su desaparición debido a la amenaza que representan los narcos. Desesperada, Antígona se convierte en una de las muchas "Antígonas" en todo México, personas que continuamente buscan, viajan y buscan justicia para Polinices: su amado desaparecido.
La historia de Antígona González sobre Tadeo está salpicada de relatos de otras "Antígonas", basándose en desapariciones reales en México. Las historias tienen diferentes longitudes, algunas de las cuales tienen solo una línea o dos, y detallan los esfuerzos de un familiar para recuperar a una persona desaparecida o describen otra Polinices muerta encontrada en México a partir de un artículo de periódico.
Antígona tiene flashbacks, llorando a Tadeo al recordar su infancia juntos. Ella resuelve que su hermano está muerto razonando que de alguna manera, si Tadeo estuviera vivo, habría hecho algún intento por poner fin a su luto contactándola. A medida que pasa el tiempo, Antígona es más insegura de las circunstancias que rodearon la desaparición de Tadeo y se obsesiona con las posibilidades de lo que le pudo haber sucedido.
La búsqueda de Antígona del cuerpo de su hermano la lleva a San Fernando, donde se descubrió una fosa común que contiene 196 cuerpos probablemente asesinados por el narcotráfico. Allí, se une a una línea de otras "Antígonas" que esperan ver un libro que contiene imágenes de los muertos en busca de sus seres queridos. El libro finaliza con una serie de preguntas conmovedoras del poema “Muerte” de Harold Pinter, cuyas respuestas son testimonios de víctimas y familiares de los desaparecidos. La última pregunta que se plantea en el texto es: “¿Te unirás a mí para tomar el cuerpo? ”, una pregunta sombría que abarcan tanto Antígona González como la obra griega Antígona .

## Estilo
Antígona González es un libro de prosa que se puede leer como ensayo lírico o como colección de poemas individuales. El libro se divide en tres secciones, cada una de las cuales incluye un título que alude al contenido del capítulo. Antígona González tiene una narrativa inconexa, con relatos de primera mano de víctimas de la violencia en México y extractos de obras de teatro y libros que enfatizan la historia de Antígona. La mayoría de las fuentes de Uribe provienen de diferentes variaciones latinoamericanas de la historia de Antígona, que comparan la lucha de Antígona con aquellos que tienen seres queridos desaparecidos o muertos en la América Latina moderna. La recopilación de diversas fuentes es fundamental para el estilo informativo del libro; se encuentran fragmentos de Antígona Furiosa de Griselda Gambaro, Antígona Vélez de Leopoldo Marechal, La tumba de Antígona de María Zambrano y Antigone's Claim de Judith Butler; todas ellas creando una perspectiva completa dentro de la historia de Antígona González. Las fuentes se incorporan de varias maneras para crear la sensación de que el libro no trata sobre el viaje de un personaje específico, sino que representa a todo un grupo de personas. Al hacerlo, Uribe crea un texto lírico y periodístico con un mensaje profundo y político que habla en contra de la violencia desatendida que ocurre en México.
Uribe utiliza otro elemento de su escritura, el espaciamiento, para apoyar el lenguaje de su libro. Utilizando la ubicación del texto para reforzar la naturaleza inconexa de la historia, Uribe coloca el texto en la parte superior, inferior y media de la página. Grandes tramos de silencio sepulcral creados por el espacio entre pasajes son paralelos al aislamiento de Antígona y la otra experiencia de otras “Antígonas”. Además, Uribe enfatiza una pregunta, cita o línea de un poema colocándola en medio de una página en blanco, garantizando que captará la atención del lector. En Antígona González, Uribe también remarca ciertas citas colocándolas antes de una serie de palabras relacionadas. Cada palabra de la serie, separada por barras, aísla un elemento individual de la cita que la precede, creando un instrumento de expresión desarticulado y en forma de staccato. Además, la repetición, especialmente la repetición de la historia de Antígona, es un elemento significativo del libro. Por ejemplo, la frase repetida “somos muchos” genera una sensación de desafío, lo que indica la fuerza y determinación de las “Antígonas”, ya que se repite en todo el texto.
En la traducción al inglés de Antígona González, el traductor John Pleucker toma la decisión de incorporar el texto original en español al libro. Incluir las palabras en español y reflejarlas en el texto en inglés vincula la traducción al original. Esta disposición estilística hace que los lectores tomen conciencia del vínculo inextricable entre Antígona González y América Latina y también permite a los lectores bilingües comparar el texto traducido con el original.

## Uso deAntigonaenAntígona González
Uribe utiliza una colección de historias de Antígona para conectar la narrativa de Antígona González con las otras “Antígonas” en busca de seres queridos en América Latina.
El personaje clásico griego de Antígona está representado de manera más prominente por el personaje titular del libro, Antígona. La lucha de Antígona por recuperar el cuerpo de su hermano para poder enterrar, llorar y aceptar su muerte es el objetivo final de la obra. Sin embargo, debido a la narrativa inclusiva del libro de Uribe, todo aquel que amaba y busca a un desaparecido también asume el papel de Antígona en Antígona González.
El hermano de Antígona, Tadeo, junto con las personas desaparecidas y asesinadas en todo el país representan a Polinices en esta historia. En América Latina, el personaje de Polinices a menudo se identifica con los marginados y desaparecidos debido a las similitudes entre el mito griego y la crisis de la vida real que está ocurriendo en México y Centroamérica como resultado de la guerra sucia. Uribe utiliza un ejemplo específico de esto en su texto, comparando el cuerpo de Polinices fuera de la puerta de Tebas con los cuerpos de los encontrados en San Fernando.
El personaje griego de Ismene está representado en la vacilación, el miedo y el rechazo de las voces comunitarias de Antígona cuando se acerca para buscar a Tadeo. Este miedo, que afecta a muchos, proviene tanto del descuido de un gobierno inútil como de la violencia que amenaza y rodea a todos en Tamaulipas y más allá. Tebas, la ciudad en la que se encuentra Antígona, se menciona solo un puñado de veces en Antígona González. Uribe afirma que Tamaulipas es lo mismo que Tebas porque ambas son ciudades "sitiadas". Creonte, el rey opresivo del mito griego, se menciona solo una vez en el libro como una comparación con el descuido deliberado de México por las muertes y desapariciones.
Los autores han estado utilizando la historia de Antigona durante décadas como una forma de criticar la negligencia política o la violencia. Uribe también usa esta táctica en su libro. Además de citar la Antígona original de Sófocles, también incluye extractos de Antígona Furiosa, un pastiche argentino de la década de 1980 que utiliza la historia de Antígona para criticar las desapariciones masivas bajo el gobierno de un dictador militar; Antígona Vélez, que es una interpretación radicalmente alterada de Antígona que pide un nuevo gobierno en Argentina; Antígona, una tragedia latinoamericana, que conceptualiza las reescrituras latinoamericanas de Antígona; entre otros. La incorporación de Uribe de una historia familiar es esencial para crear un comentario político fácilmente comprensible.